# Simón de Dolarea
Simón de Dolarea fue un funcionario de la monarquía hispánica. Fungió como secretario de gobierno del gobernador de Chile Agustín de Jáuregui, siendo el primero en ocupar el cargo tras su oficialización por Carlos III.

## Biografía
Nació en España. Ejerció el cargo de Contador de la Provisión de Abastos de la Ceuta. Luego pasó a Chile y fue secretario del presidente Jáuregui. En mayo de 1773, este solicitó las compensaciones económicas correspondientes para Dolarea como su secretario de Gobierno, cargo que hasta entonces se había utilizado de manera informal. El 23 de junio de 1776, tras informes e investigaciones, el rey decretó la remuneración del cargo y que, además, los secretarios serían desde ese momento nombrados por el monarca. Esto constituye la oficialización de la secretaría de Estado en el ordenamiento legal del Chile hispánico. Esta, sin embargo, no poseía una planta ni organización propia como oficina, por lo que no estuvo exenta de problemas en su funcionamiento. En 1784 se la dotaría finalmente de una planta propia, bajo el mandato del sucesor de Dolarea, Judas Tadeo de los Reyes.
Dolarea estuvo presente en el parlamento de Tapihue en 1774, celebrado entre Jáuregui y los caciques de los pueblos al sur del Río Biobío. En 1780 se separó de su cargo de secretario y se trasladó a Lima.